# Sedmihlásek švitořivý

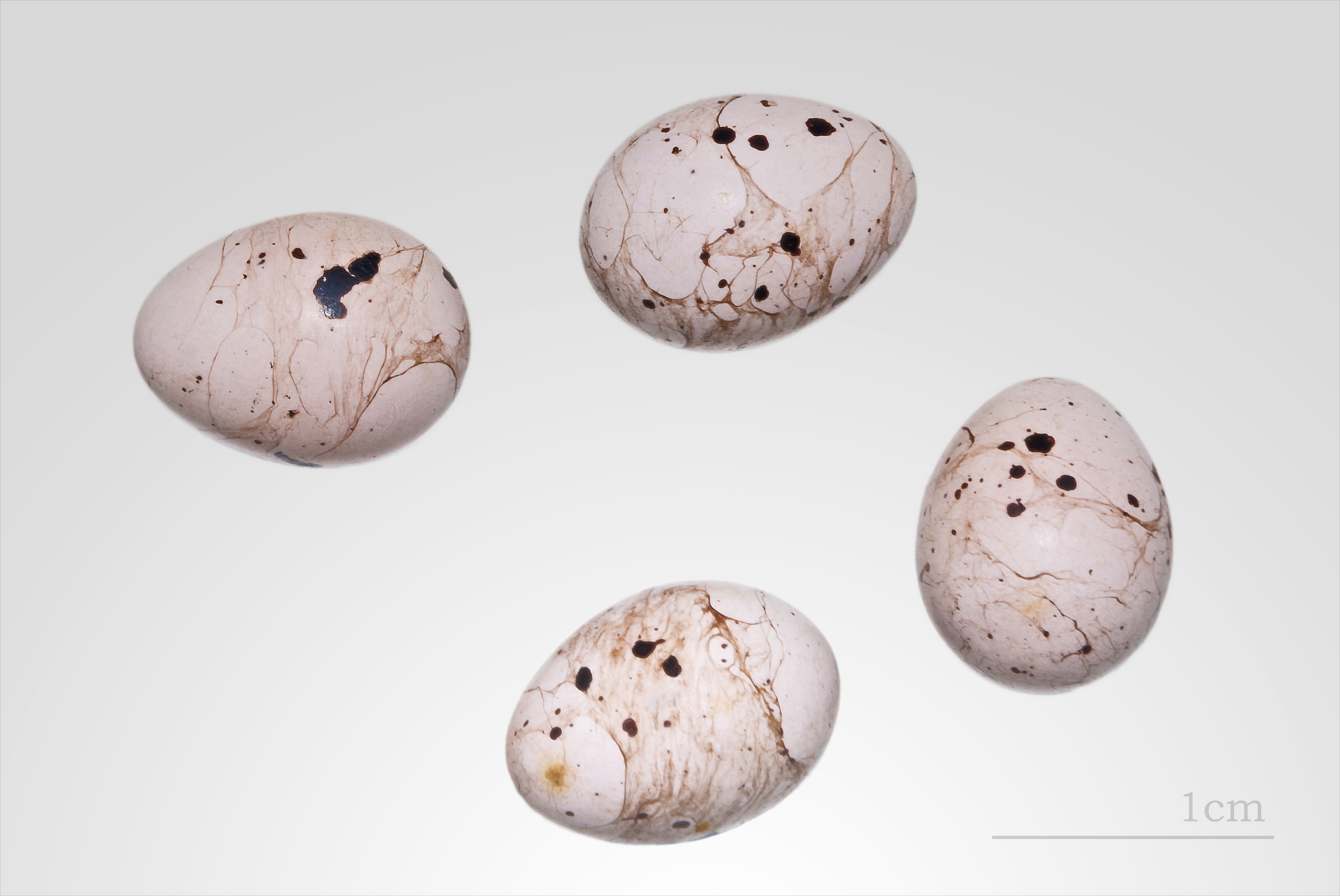
Hippolais polyglotta

Sedmihlásek švitořivý (Hippolais polyglotta) je malý druh pěvce z čeledi rákosníkovitých. 

## Popis
Je velmi podobný sedmihláskovi hajnímu, kterého zastupuje v jihozápadní Evropě. Liší se hlavně následujícími znaky: trochu kratším zobákem, viditelně kratšími a méně špičatými křídly (přesah ručních letek tvoří pouze polovinu délky ramenních letek), navíc více jednobarevně zbarvenými, vždy bez světlých lemů loketních krovek. Nohy má šedavé nebo se slabým hnědavým odstínem. Obě pohlaví jsou zbarvena stejně. 

## Výskyt
Žije ve stejných biotopech jako sedmihlásek hajní (lesy, parky), ale obývá i křoviny s roztroušenými stromy. Tažný druh, se zimovišti v Africe.

## Výskyt v Česku
V roce 1864 byl jeden jedinec nalezen v Olomouci; jedná se zatím o jediný prokázaný výskyt druhu na území České republiky.